# Alien Nation (Fernsehserie)
Alien Nation ist eine US-amerikanische Science-Fiction-Serie, die auf dem Spielfilm Spacecop L.A. 1991 von 1988 basiert.

## Handlung
Im Jahre 1991: Vor fünf Jahren strandete in der Mojave-Wüste in Südkalifornien ein unbekanntes Flugobjekt, welches, wie es sich herausstellte, vom Planeten Tencton stammte. An Bord waren etwa 250.000 Außerirdische, die die US-amerikanische Regierung um Asyl baten, um nach Jahren der Gefangenschaft endlich in Freiheit leben zu können.
Inzwischen hat sich die Normalität eingestellt und die so genannten Newcomer gehören nun zum normalen Stadtbild von Los Angeles. Dort bilden der Mensch Matthew Sikes und der Tenctone George Francisco ein ungleiches Team bei der Polizei. Nicht nur Sikes steht den Slags, wie die Außerirdischen auch abwertend genannt werden, kritisch gegenüber. Wie die meisten Menschen hat auch er Vorurteile gegen die Tenctonen, von denen einige Karriere machten und hohe wissenschaftliche oder wirtschaftliche oder sogar kriminelle Laufbahnen einschlugen. Hinzu kommt, dass sein früherer Partner von einem Tenctonen ermordet wurde.
Rassenhass, Neid und Diskriminierung sind zusätzliche Probleme, die ein friedliches Zusammenleben zwischen Menschen und Tenctonen erschweren. Auch kulturelle Unterschiede und die vorsichtige Annäherung an jene, insbesondere durch Sikes, spielen in der Serie eine große Rolle.

## Nachfolgewerke
Ursprünglich war eine zweite Staffel geplant, weshalb die letzte Folge mit einem Cliffhanger endet. Zwischen 1994 und 1997 entstanden die fünf Fernsehfilme Alien Nation: Dark Horizon (1994), Alien Nation: Die neue Generation (Originaltitel: Alien Nation: Body and Soul) (1995), Alien Nation: Millennium (1996), Alien Nation: Der Feind ist unter uns (Originaltitel: Alien Nation: The Enemy Within) (1996) und Alien Nation: Das Udara-Vermächtnis (Originaltitel: Alien Nation: The Udara Legacy) (1997), welche das offene Ende der Serie weitererzählten.

## Medien
Neben dem Soundtrack auf CD erschienen in englischer Sprache acht Romane und diverse Comic-Reihen, darunter auch die kurzlebige Reihe Ape Nation, ein Crossover mit Planet of the apes. Die Serie ist inzwischen auch auf DVD veröffentlicht worden, in Deutschland ist sie jedoch nur als Import zu beziehen. Lediglich die fünf späteren Fernsehfilme sind in Deutsch auf Videokassette bzw. auf DVD erhältlich.

## Ausstrahlung
Die deutsche Erstausstrahlung von Alien Nation erfolgte bei Sat.1 samstags gegen 23.00 Uhr. Die erste und bisher auch letzte Wiederholung erfolgte zwischen März und August 1996 auf kabel eins, wobei auch die von Sat.1 ausgelassene Folge Hilflose Sklavinnen erstmals gezeigt wurde. Nur die später entstandenen Fernsehfilme werden seit Juli 1998 regelmäßig bei VOX oder ProSieben wiederholt.